# Olympische Sommerspiele 2008/Teilnehmer (Niederländische Antillen)
| Gelbes Symbol für Goldmedaillen mit stilisierten Olympischen Ringen | Graues Symbol für Silbermedaillen mit stilisierten Olympischen Ringen | Braundes Symbol für Bronzemedaillen mit stilisierten Olympischen Ringen |
| ------------------------------------------------------------------- | --------------------------------------------------------------------- | ----------------------------------------------------------------------- |
| —                                                                   | —                                                                     | —                                                                       |

Die Niederländischen Antillen nahmen in Peking an den Olympischen Spielen 2008 teil. Es war die insgesamt 13. Teilnahme an Olympischen Sommerspielen. Vom Nederlands Antilliaans Olympisch Comité wurden insgesamt 3 Athleten in 3 Sportarten nominiert.
Fahnenträger bei der Eröffnungsfeier war der Leichtathlet Churandy Martina.

## Teilnehmer nach Sportarten

### Leichtathletik
Laufen und Gehen 
| Athleten         | Wettbewerb | Runde 1 | Runde 1 | Runde 2 | Runde 2 | Halbfinale | Halbfinale | Finale | Finale | Rang |
| Athleten         | Wettbewerb | Zeit    | Rang    | Zeit    | Rang    | Zeit       | Rang       | Zeit   | Rang   | Rang |
| ---------------- | ---------- | ------- | ------- | ------- | ------- | ---------- | ---------- | ------ | ------ | ---- |
| Männer           |            |         |         |         |         |            |            |        |        |      |
| Churandy Martina | 100 m      | 10,35 s | 1       | 9,99 s  | 1       | 9,94 s     | 3          | 9,93 s | 4      | 4    |
| Churandy Martina | 200 m      | 20,78 s | 3       | 20,42 s | 2       | 20,11 s    | 1          | DSQ    | -      | -    |

### Schießen
| Athleten      | Wettbewerb       | Qualifikation | Qualifikation | Finale        | Finale        | Ringe | Rang |
| Athleten      | Wettbewerb       | Ringe         | Rang          | Ringe         | Rang          | Ringe | Rang |
| ------------- | ---------------- | ------------- | ------------- | ------------- | ------------- | ----- | ---- |
| Männer        |                  |               |               |               |               |       |      |
| Philip Elhage | 10 m Luftpistole | 566           | 46            | ausgeschieden | ausgeschieden | 565   | 46   |

### Schwimmen
| Athleten        | Wettbewerb    | Vorlauf | Vorlauf | Halbfinale    | Halbfinale    | Finale        | Finale        | Rang |
| Athleten        | Wettbewerb    | Zeit    | Rang    | Zeit          | Rang          | Zeit          | Rang          | Rang |
| --------------- | ------------- | ------- | ------- | ------------- | ------------- | ------------- | ------------- | ---- |
| Männer          |               |         |         |               |               |               |               |      |
| Rodion Davelaar | 50 m Freistil | 24,21 s | 57      | ausgeschieden | ausgeschieden | ausgeschieden | ausgeschieden | 57   |